# Quartier de la Plaine-de-Monceaux
Koordinaten: 48° 53′ N, 2° 19′ O
Das Plaine Monceau, wie das Quartier de la Plaine-de-Monceaux meist kurz genannt wird, ist das 66. Stadtviertel im 17. Arrondissement (Paris).

## Namensursprung
Sein Name geht auf den Weiler Monceau zurück, der in (auf) der gleichnamigen (Hoch-)Ebene (französisch Plaine de Monceaux) lag. Der ehemalige Weiler bezieht seinen Namen von einem kleinen Hügel oder einer Hochebene (oder mehreren, denn darauf deutet das verschiedentlich benutzte Mehrzahl-„x“ hin) am Rande des Weges von Paris nach Asnières und bezeichnet die Pfarrei von Clichy nahe der heutigen Rue de Lévis. Der Name wurde oft gebraucht als mons Calvus (kahler Berg) oder Monticellum (kleiner Berg) oder Muscelli (moosbewachsene Gegend), Namen, die sich zu «Mousseaux», «Monceaux» und schließlich zu «Monceau» veränderten.

## Geschichte
Das Stadtviertel ist 1384 Hektar groß und weist eine Bevölkerungszahl von annähernd 40.000 Personen auf (2005: 38.985). Im 18. Jahrhundert befand sich hier ein königliches Jagdgebiet. 1860, nach der Eingemeindung und im Zusammenhang mit der Schaffung eines repräsentativen Parks, des Parc Monceau, wurde das neue Pariser Viertel eine beliebte Wohnstätte der Reichen, vor allem der Nouveaux Riches des Zweiten Kaiserreichs.

Entwicklung von 1846 bis 1868
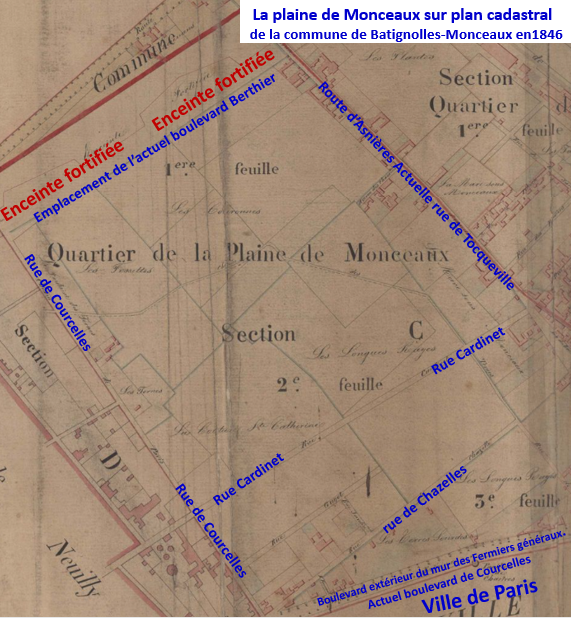
La Plaine-Monceau auf dem Kataster 1846
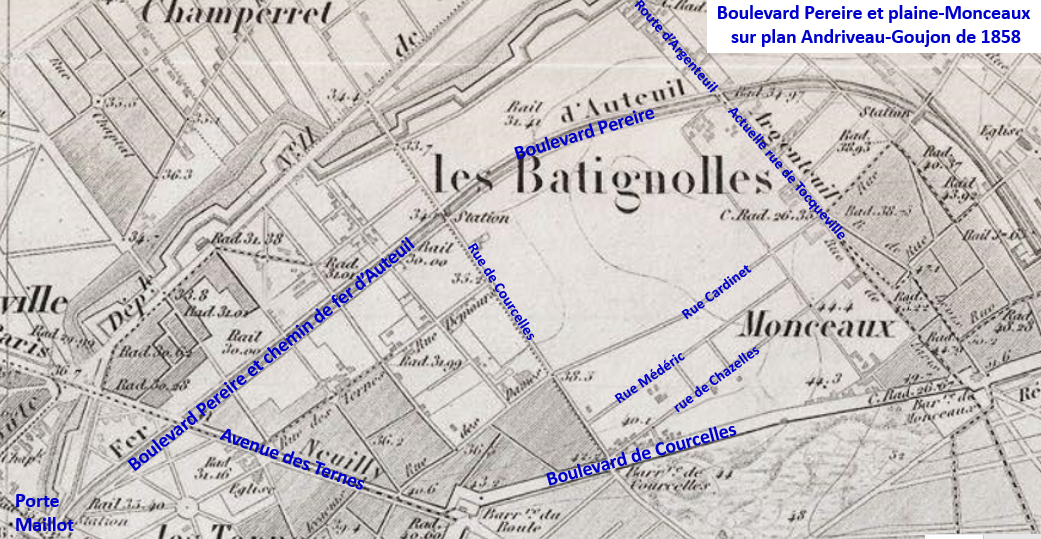
La Plaine-Monceau 1858.
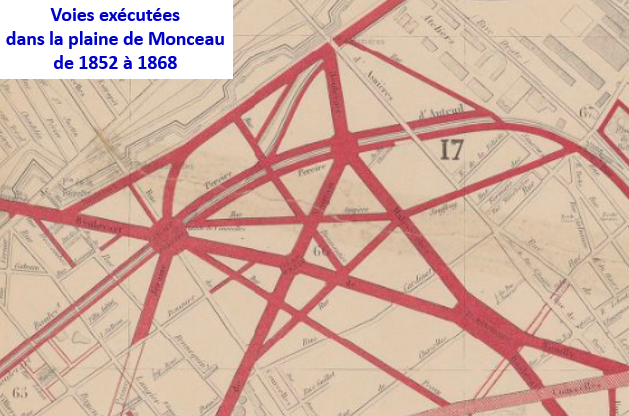
Straßen, die von 1852 bis 1868 im Quartier de la Plaine Monceau angelegt wurden.

La Place Pereire 1854 und 1900
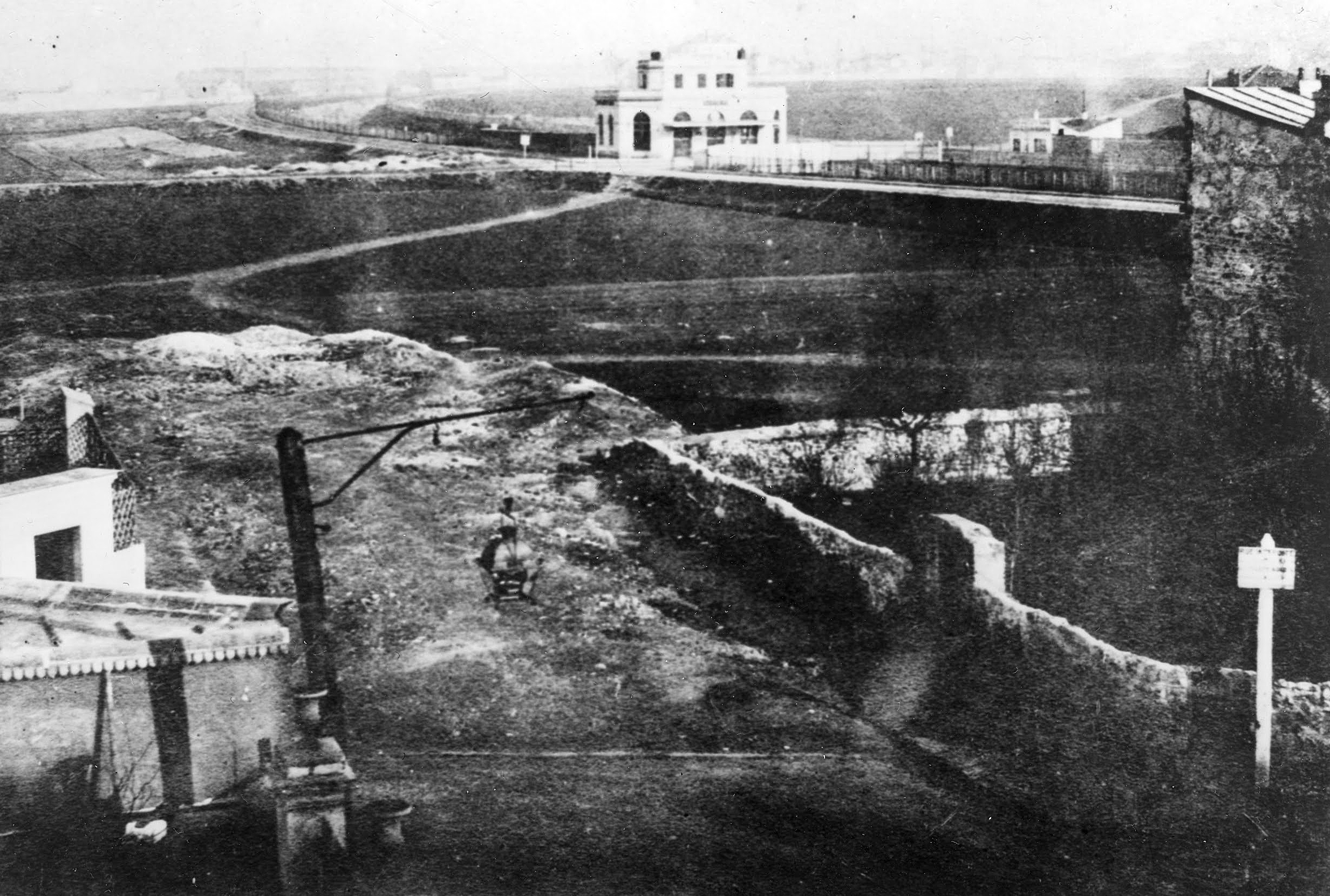
Place und Boulevard Pereire 1854
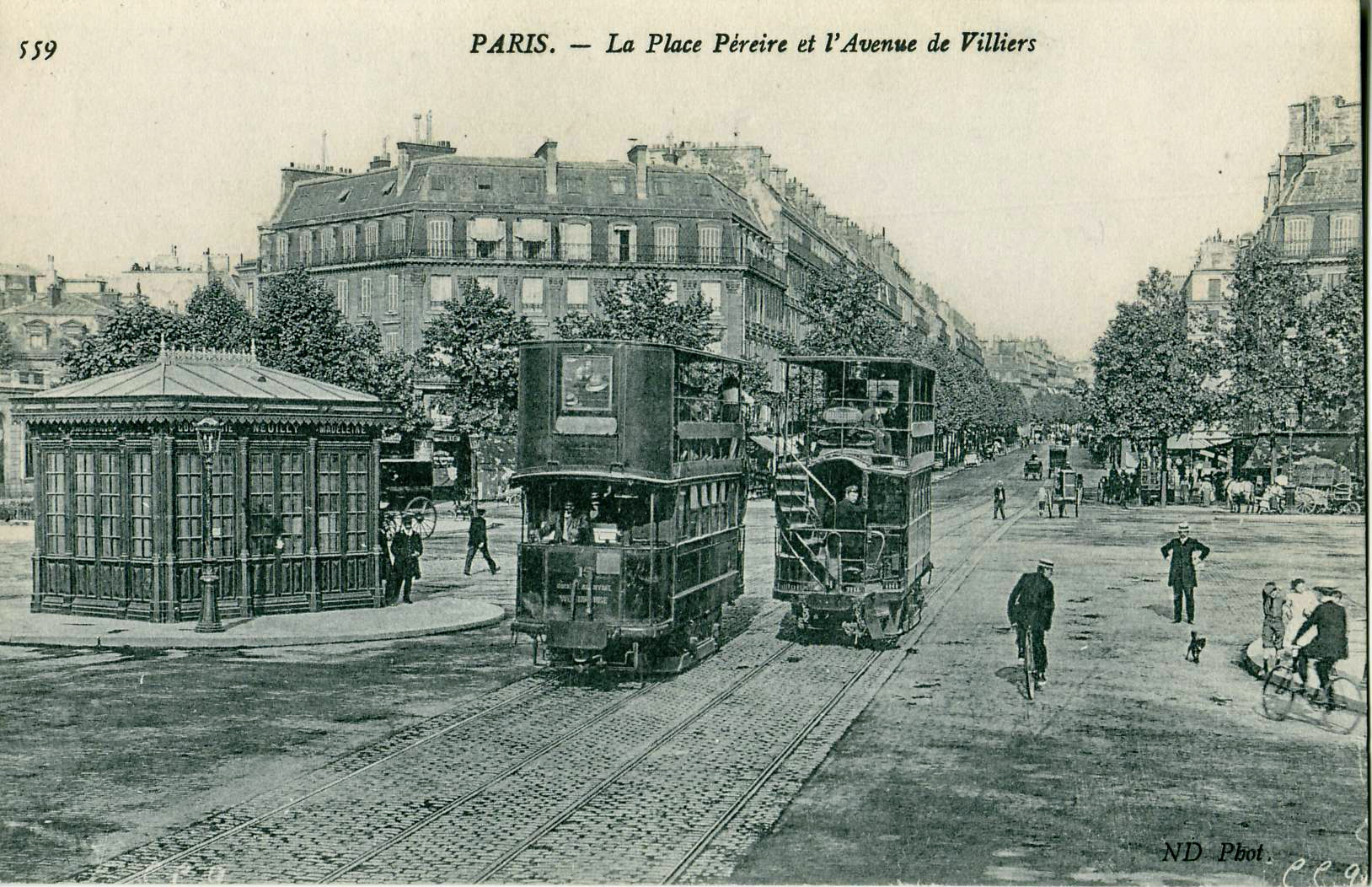
Place Pereire und Avenue de Villiers um 1900

## Sehenswürdigkeiten
- Schwedische Kirche, 9 Rue Médèric
- Lycée Carnot, 145 Boulevard Malesherbes[2]
- Musée Jean-Jacques Henner, 43 Avenue de Villiers
- Universitätszentrum der Universität Paris IV